# Caligrama

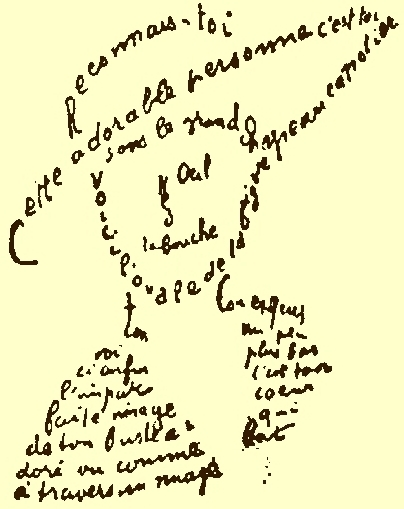
Caligrama de Guillaume Apollinaire

Caligrama é um tipo de poema visual nomeado e popularizado nos primórdios das vanguardas históricas do século XX, que se expressa através de uma original disposição gráfica do texto escrito, formando uma espécie de pictograma e representando um símbolo, objeto real ou figura que é a própria imagem principal do poema. Em linguística, a partir do estudo desse tipo de poema e de outros tipos de poesia visual, passou-se a usar o termo para definir um texto escrito cuja "forma" pretende representar algo ou, pelo menos, ter com ele alguma relação analógica, funcionando seu design como complemento ao sentido.
Diferentemente de outros tipos de poemas visuais, como os produzidos pela poesia concreta, abstraindo-se da figura formada, é necessário que possamos compreender perfeitamente o texto resultante para que possamos classificar o poema como caligrama.
Da mesma forma, também o uso de quaisquer recursos figurativos que não pertençam ao mundo da escrita descaracterizam o poema visual como caligrama, cuja origem etimológica tem relação com "caligrafia" e com o pospositivo "grama", ambos relacionados somente ao universo lexical da escrita.
Tendo antecedentes históricos desde a Antiguidade, quando ainda não se dispunha de técnicas para a multiplicação da informação, como a imprensa, o caligrama era simples, não possuía esse nome e, posteriormente, no século XVI, suas possibilidades de composição eram bastante limitadas em função das convenções que tornavam necessário o uso da pontuação e de maiúsculas no início de cada linha. Sendo assim, fazendo uso de novas liberdades, permitidas por uma mudança das mentalidades em relação às artes e pelas novas técnicas produzidas pela moderna tecnologia, a partir do início do século XX é criado o conceito de caligrama. 
Não se sabe ao certo em que momento do início do século XX o caligrama foi reinventado ou quem teria sido o primeiro poeta a usá-lo, mas o feito é frequentemente creditado ao poeta Guillaume Apollinaire, o primeiro a usar a palavra calligramme, em 1918, em uma época em que ele tentava chegar a uma forma cubista de representação da palavra, tendo esse tipo de poema se tornado moda em função da influência desse poeta. Seus caligramas, apesar de serem resultantes de uma mentalidade inovadora e impressos com recursos tipográficos avançados, para a época, e de representarem seu objeto de forma ainda objetiva, transmitiam sempre algo de subjetivo, sendo extremamente líricos.
Líricos e menos pessoais, afastando-se do romantismo e se aproximando das poesias chinesa e japonesa, com as quais teve contato direto em sua vivência no Japão, são os caligramas do poeta e diplomata mexicano José Juan Tablada, que os escreveu na mesma época que Apollinaire. Os caligramas de Tablada teriam sido escritos em 1911 e publicados em 1920, enquanto os de Apollinaire somente teriam sido escritos posteriormente, durante a I Guerra Mundial, embora os tenha publicado em 1918.
O mexicano, no entanto, produziu e publicou seus caligramas somente escritos a mão e pareceu extrair seus poemas visuais da noção de ideograma, principalmente o kanji japonês, herdado dos chineses. Além dos caligramas, é sabido que recolheu, em alguns cadernos, anotações com seus estudos sobre hieróglifos egípcios, astecas e ideogramas chineses e japoneses.
Pela co-relação notada na poesia visual de Tablada com a escrita chinesa, alguns podem chamar o caligrama de ideograma, o que o aproxima, num sentido teórico, da ideia de imagem de Ezra Pound. Na poesia de língua castelhana, sente-se fortemente o influxo do caligrama, tendo este sido usado, além do poeta mexicano, por poetas como Vicente Huidobro (Canciones en la Noche, 1913), Guillermo de Torre, Juan Larrea, Gerardo Diego na Espanha, Guillermo Cabrera Infante em Cuba, Oliverio Girondo na Argentina e, notadamente, entre outros criacionistas e ultraístas, bem como pelo poeta visual de língua catalã Joan Brossa.
Na sua intenção vanguardista de criar uma poesia estritamente visual e de aproximar forma e conteúdo através de recursos gráficos ou tipográficos para a representação da mensagem poética, o caligrama torna-se uma forma precursora da poesia concreta, surgida nos anos de 1950, e de outras formas de poesia visual ou semiótica.